# Max Kislinger (Eishockeyspieler)
Maximilian „Max“ Kislinger (* 11. Februar 1998 in Garmisch-Partenkirchen) ist ein deutscher Eishockeyspieler, der seit Juli 2025 beim ESV Kaufbeuren aus der DEL2 unter Vertrag steht und dort auf der Position des Centers spielt. Zuvor war Kislinger unter anderem für die Nürnberg Ice Tigers in der Deutschen Eishockey Liga (DEL) aktiv.

## Karriere

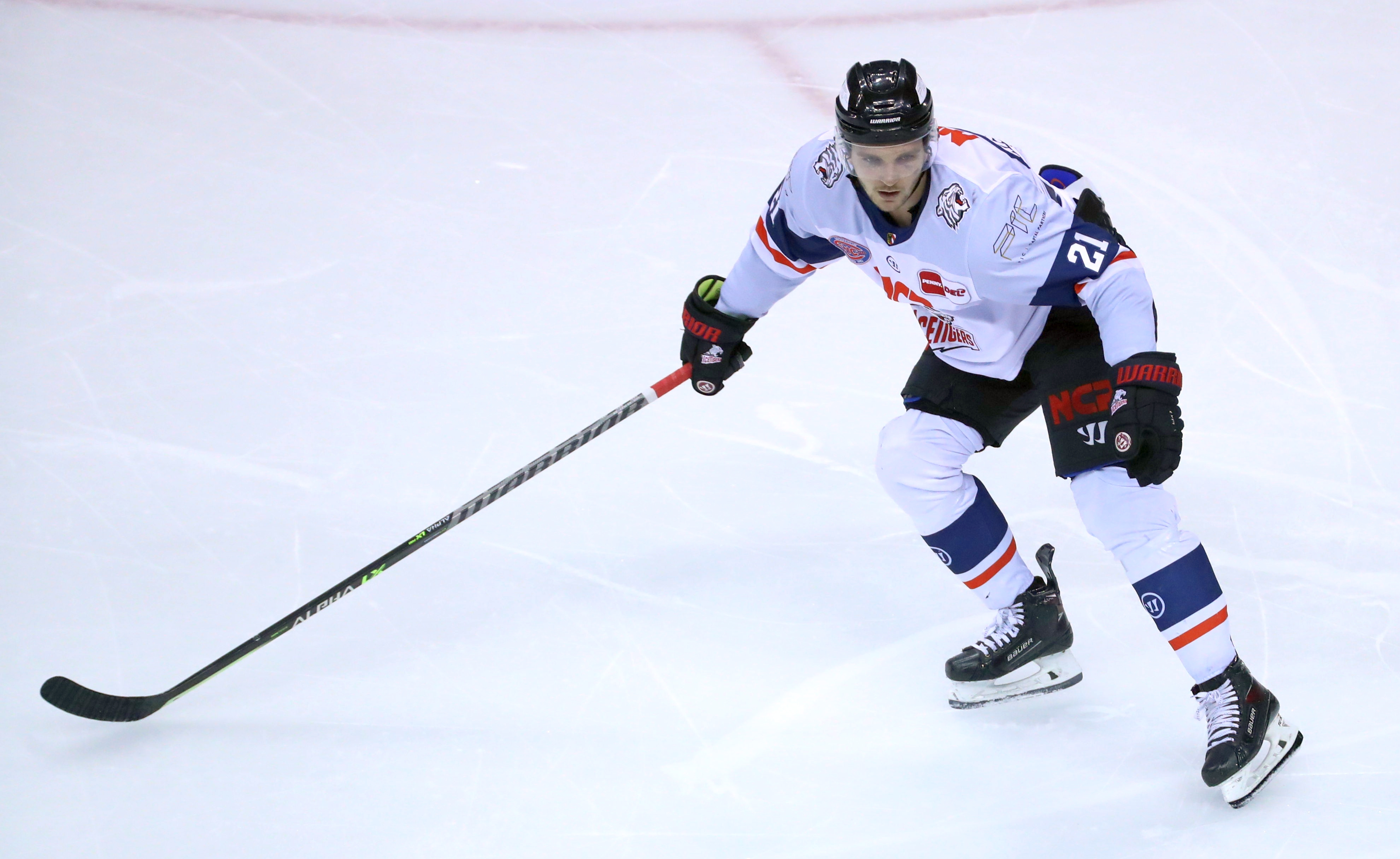
Kislinger im Trikot der Nürnberg Ice Tigers (2021)

Kislinger durchlief zunächst die Jugendabteilung des SC Riessersee und wechselte zur Saison 2013/14 zu den Peterborough Petes nach Kanada, wo er im unterklassigen Juniorenbereich mit U16-Teams spielte. In der Spielzeit 2014/15 wechselte der Stürmer in die von der Red Bull GmbH unterstützte Hockey Academy des EC Red Bull Salzburg. Dort war er in der Erste Bank Juniors League (EBJL) und Erste Bank Young Stars League (EBYSL) aktiv, bevor er zur Saison 2015/16 in die Ontario Hockey League (OHL) wechselte. Dort war er im Vorfeld von den North Bay Battalion im CHL Import Draft 2015 an 48. Position ausgewählt worden. Für die Battalion lief der Deutsche zwei Jahre lang auf, ehe er im Juni 2017 zu den Flint Firebirds transferiert wurde. Bei den Firebirds verbrachte Kislinger die Saison 2017/18 und kehrte anschließend in sein Heimatland zurück. In insgesamt 172 OHL-Einsätzen hatte der Mittelstürmer 49 Scorerpunkte gesammelt.
In Deutschland zurück sicherten sich im Juni 2018 die Nürnberg Ice Tigers aus der Deutschen Eishockey Liga (DEL) die Dienste des Talents. In seinem Rookiejahr kam Kislinger in 44 Einsätzen zu acht Scorerpunkten. Ab der Spielzeit 2019/20 wurde der Angreifer zusätzlich mit einer Förderlizenz ausgestattet, sodass er parallel auch für die Bayreuth Tigers in der DEL2 zu Einsätzen kam. Hauptsächlich spielte er in dem Zeitraum von zwei Jahren aber weiter für die Ice Tigers, die ihn ab der Spielzeit 2021/22 ohne Förderlizenz weiter einsetzten. Nach der Saison 2023/24 erhielt der Stürmer jedoch keinen weiterführenden Vertrag bei den Franken und verließ den Klub damit nach sechs Jahren.
Nach dem Vertragsende in Nürnberg blieb Kislinger zunächst ohne neuen Arbeitgeber und hielt sich zum Saisonbeginn zeitweise bei seinem Ausbildungs- und Heimatverein SC Riessersee fit. Im November 2024 erhielt er schließlich ein neues Arbeitspapier bei den Lausitzer Füchsen aus der DEL2. Im restlichen Saisonverlauf kam der Center zu 35 Einsätzen, bevor er zur Saison 2025/26 zum Ligarivalen ESV Kaufbeuren wechselte.

### International
Mit der deutschen U20-Auswahl nahm Kislinger in den Jahren 2017 und 2018 an der U20-Junioren-Weltmeisterschaft der Division IA teil. Bei beiden Austragungen verpasste der Stürmer mit der Mannschaft den Wiederaufstieg in die Top-Division. Er selbst blieb in insgesamt zehn Einsätzen ohne Scorerpunkt. Vorher hatte er bereits seit der Saison 2014/15 Berücksichtigungen in den Junioren-Auswahlen des Deutschen Eishockey-Bundes gefunden.

## Karrierestatistik
Stand: Ende der Saison 2024/25

### International
Vertrat Deutschland bei:
- U20-Junioren-Weltmeisterschaft der Division IA 2017
- U20-Junioren-Weltmeisterschaft der Division IA 2018

(Legende zur Spielerstatistik: Sp oder GP = absolvierte Spiele; T oder G = erzielte Tore; V oder A = erzielte Assists; Pkt oder Pts = erzielte Scorerpunkte; SM oder PIM = erhaltene Strafminuten; +/− = Plus/Minus-Bilanz; PP = erzielte Überzahltore; SH = erzielte Unterzahltore; GW = erzielte Siegtore; 1 Play-downs/Relegation; Kursiv: Statistik nicht vollständig)